# AZ Большой Медведицы
AZ Большой Медведицы (лат. AZ Ursae Majoris) — одиночная переменная звезда в созвездии Большой Медведицы на расстоянии приблизительно 1345 световых лет (около 412 парсеков) от Солнца. Видимая звёздная величина звезды — от +10,3m до +9,6m.

## Характеристики
AZ Большой Медведицы — красный гигант, пульсирующая медленная неправильная переменная звезда (LB) спектрального класса M6III.